# Core 2

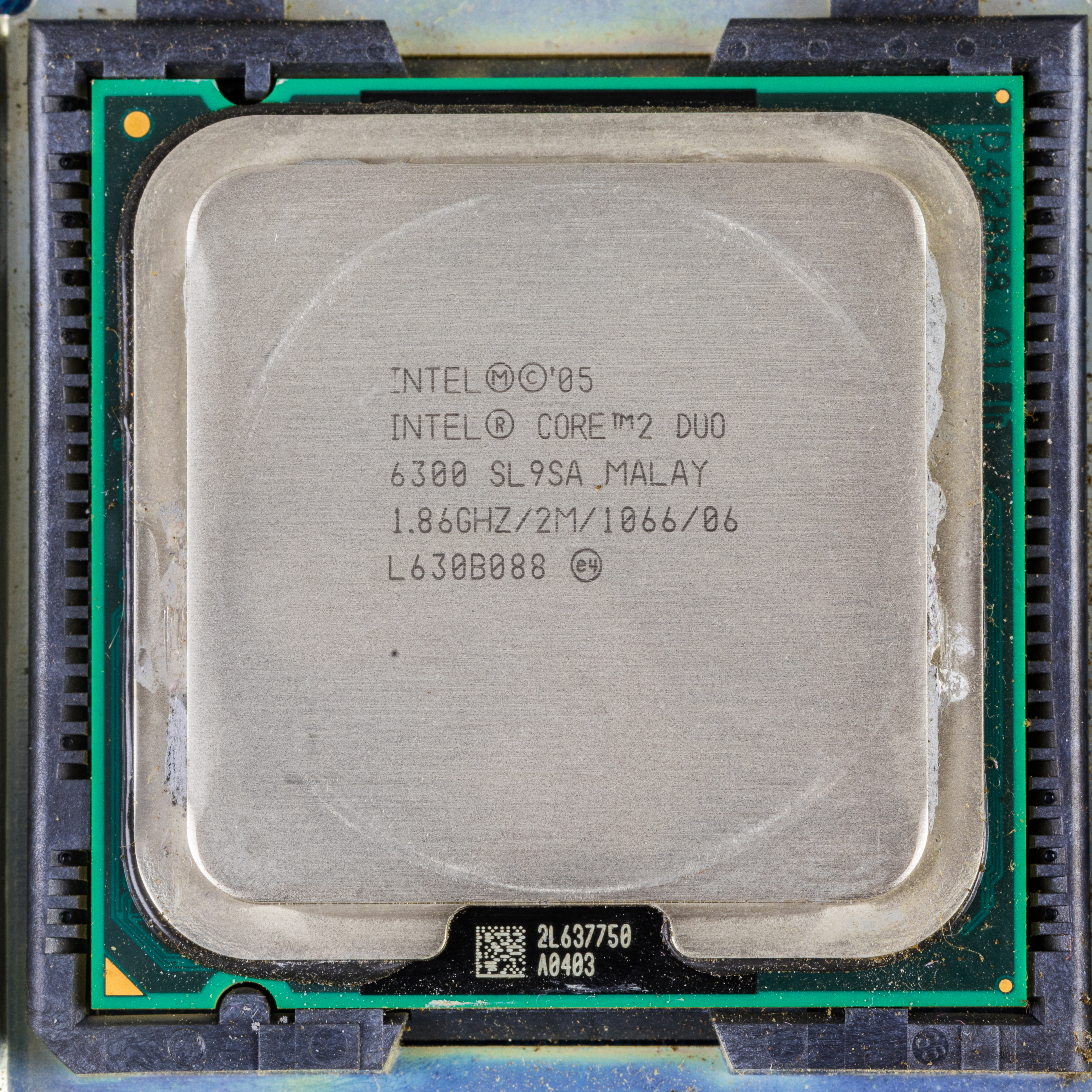
Intel Core 2 Duo E6300 Conroe

Core 2 je označení osmé generace mikroprocesorů firmy Intel. Využívá se v ní nové architektury Core, která nahrazuje technologii NetBurst, na které se zakládaly procesory od roku 2000.
Architektura Intel Core vychází sama o sobě ze stejného základu jako Pentium II, Pentium III a Pentium M, tj. z architektury Pentium Pro. V procesorech stavěných na architektuře NetBurst (např. Pentium 4, Pentium D) byla předností možnost přetaktování (kvůli vysokému TDP ale nešlo taktovat dobře), kdežto technologie Core 2 klade důraz na kapacitu vyrovnávací paměti (cache) a výkon na instrukci (díky nižším frekvencím, nižšímu TDP a návrhu, jsou lepší na taktování). Velkou výhodou nové architektury je také nižší odběr elektrického proudu a tudíž i menší zahřívání.
Procesory Core 2 mají kompletně přepracovanou pipeline, která dokáže zpracovat až 4 instrukce za jeden hodinový cyklus (předtím pouze 3). Z toho vyplývá že Core 2 může být při stejné frekvenci až o 33 % efektivnější. Tato situace ale nastává pouze u kódování videa a podobných procesech s velkým počtem SSE instrukcí.
Procesory Core 2 obsahují dále tyto technologie:
- EM64T (64bitová instrukční sada)
- virtualizační technologie Vanderpool (mimo modelů E4xxx)
- XD bit (znemožnění spuštění kódu v úseku paměti, kde je povolený zápis)
- bezpečnostní technologie LaGrande (rozšíření možností zabezpečení běžících programů)
- vylepšená technologie SpeedStep („EIST“, dynamická změna taktu procesoru)
- AMT2 (vzdálená správa)
- Trusted Execution Technology (kromě jader Wolfdale-3M a Yorkfield XE)
- MMX, SSE3 a SSSE3 (procesory vyráběné 45nm postupem podporují také SSE4.1)

Název Core 2 Duo označuje procesory se dvěma jádry (modelové označení začíná písmenem „E“), čtyřjádrové varianty pak nesou označení Core 2 Quad (modelové označení začíná písmenem „Q“). Extreme varianty (které se liší od běžných procesorů především „odemčeným“ násobičem) jsou pak značeny názvem Core 2 Extreme a jejich modelové označení začíná písmenem „X“, popřípadě „QX“ u čtyřjádrových variant. Nejslabší řady procesorů jsou prodávány pod obchodními označením Intel Celeron (jednojádrové, jádro Conroe-L),
Intel Celeron Dual-Core nebo Intel Pentium Dual-Core (dvoujádrové, jádro Allendale).

## Modely desktopových Core 2 procesorů

### Core 2 Duo
| Model | Frekvence | FSB     | Násobič | L2 Cache | QPB       | TDP  | Jádro             |
| ----- | --------- | ------- | ------- | -------- | --------- | ---- | ----------------- |
| E4300 | 1,80 GHz  | 200 MHz | 9×      | 2 MB     | 800 MT/s  | 65 W | Conroe-L          |
| E4400 | 2,00 GHz  | 200 MHz | 10×     | 2 MB     | 800 MT/s  | 65 W | Conroe-L          |
| E4500 | 2,20 GHz  | 200 MHz | 11×     | 2 MB     | 800 MT/s  | 65 W | Conroe-L          |
| E4600 | 2,40 GHz  | 200 MHz | 12×     | 2 MB     | 800 MT/s  | 65 W | Conroe-L          |
| E4700 | 2,60 GHz  | 200 MHz | 13×     | 2 MB     | 800 MT/s  | 65 W | Conroe-L          |
| E6300 | 1,86 GHz  | 266 MHz | 7×      | 2 MB     | 1066 MT/s | 65 W | Conroe / Conroe-L |
| E6320 | 1,86 GHz  | 266 MHz | 7×      | 4 MB     | 1066 MT/s | 65 W | Conroe            |
| E6400 | 2,13 GHz  | 266 MHz | 8×      | 2 MB     | 1066 MT/s | 65 W | Conroe / Conroe-L |
| E6420 | 2,13 GHz  | 266 MHz | 8×      | 4 MB     | 1066 MT/s | 65 W | Conroe            |
| E6540 | 2,33 GHz  | 333 MHz | 7×      | 4 MB     | 1333 MT/s | 65 W | Conroe            |
| E6550 | 2,33 GHz  | 333 MHz | 7×      | 4 MB     | 1333 MT/s | 65 W | Conroe            |
| E6600 | 2,40 GHz  | 266 MHz | 9×      | 4 MB     | 1066 MT/s | 65 W | Conroe            |
| E6700 | 2,67 GHz  | 266 MHz | 10×     | 4 MB     | 1066 MT/s | 65 W | Conroe            |
| E6750 | 2,67 GHz  | 333 MHz | 8×      | 4 MB     | 1333 MT/s | 65 W | Conroe            |
| E6850 | 3,00 GHz  | 333 MHz | 9×      | 4 MB     | 1333 MT/s | 65 W | Conroe            |
| X6800 | 2,93 GHz  | 266 MHz | 11×     | 4 MB     | 1066 MT/s | 75 W | Conroe XE         |
| E7200 | 2,53 GHz  | 266 MHz | 9,5×    | 3 MB     | 1066 MT/s | 65 W | Wolfdale-3M       |
| E7300 | 2,67 GHz  | 266 MHz | 10×     | 3 MB     | 1066 MT/s | 65 W | Wolfdale-3M       |
| E7400 | 2,80 GHz  | 266 MHz | 10,5×   | 3 MB     | 1066 MT/s | 65 W | Wolfdale-3M       |
| E7500 | 2,93 GHz  | 266 MHz | 11×     | 3 MB     | 1066 MT/s | 65 W | Wolfdale-3M       |
| E7600 | 3,07 GHz  | 266 MHz | 11,5×   | 3 MB     | 1066 MT/s | 65 W | Wolfdale-3M       |
| E8190 | 2,67 GHz  | 333 MHz | 8×      | 6 MB     | 1333 MT/s | 65 W | Wolfdale          |
| E8200 | 2,67 GHz  | 333 MHz | 8×      | 6 MB     | 1333 MT/s | 65 W | Wolfdale          |
| E8300 | 2,83 GHz  | 333 MHz | 8,5×    | 6 MB     | 1333 MT/s | 65 W | Wolfdale          |
| E8400 | 3,00 GHz  | 333 MHz | 9×      | 6 MB     | 1333 MT/s | 65 W | Wolfdale          |
| E8500 | 3,16 GHz  | 333 MHz | 9,5×    | 6 MB     | 1333 MT/s | 65 W | Wolfdale          |
| E8600 | 3,33 GHz  | 333 MHz | 10×     | 6 MB     | 1333 MT/s | 65 W | Wolfdale          |

### Core 2 Quad
| Model  | Frekvence | FSB     | Násobič | L2 Cache | QPB       | TDP   | Jádro         |
| ------ | --------- | ------- | ------- | -------- | --------- | ----- | ------------- |
| Q6600  | 2,40 GHz  | 266 MHz | 9×      | 2 × 4 MB | 1066 MT/s | 95 W  | Kentsfield    |
| Q6700  | 2,67 GHz  | 266 MHz | 10×     | 2 × 4 MB | 1066 MT/s | 95 W  | Kentsfield    |
| QX6700 | 2,67 GHz  | 266 MHz | 10×     | 2 × 4 MB | 1066 MT/s | 130 W | Kentsfield XE |
| QX6800 | 2,93 GHz  | 266 MHz | 11×     | 2 × 4 MB | 1066 MT/s | 130 W | Kentsfield XE |
| QX6850 | 3,00 GHz  | 333 MHz | 9×      | 2 × 4 MB | 1333 MT/s | 130 W | Kentsfield XE |
| Q8200  | 2,33 GHz  | 333 MHz | 7×      | 2 × 2 MB | 1333 MT/s | 95 W  | Yorkfield-4M  |
| Q8200S | 2,33 GHz  | 333 MHz | 7×      | 2 × 2 MB | 1333 MT/s | 65 W  | Yorkfield-4M  |
| Q8300  | 2,50 GHz  | 333 MHz | 7,5×    | 2 × 2 MB | 1333 MT/s | 95 W  | Yorkfield-4M  |
| Q8400  | 2,67 GHz  | 333 MHz | 8x      | 2 x 2 MB | 1333 MT/s | 95 W  | Yorkfield-4M  |
| Q9300  | 2,50 GHz  | 333 MHz | 7,5×    | 2 × 3 MB | 1333 MT/s | 95 W  | Yorkfield-6M  |
| Q9400  | 2,67 GHz  | 333 MHz | 8×      | 2 × 3 MB | 1333 MT/s | 95 W  | Yorkfield-6M  |
| Q9400S | 2,67 GHz  | 333 MHz | 8×      | 2 × 3 MB | 1333 MT/s | 65 W  | Yorkfield-6M  |
| Q9450  | 2,67 GHz  | 333 MHz | 8×      | 2 × 6 MB | 1333 MT/s | 95 W  | Yorkfield     |
| Q9500  | 2,83 GHz  | 333 MHz | 8,5×    | 2 × 3 MB | 1333 MT/s | 95 W  | Yorkfield-6M  |
| Q9550  | 2,83 GHz  | 333 MHz | 8,5×    | 2 × 6 MB | 1333 MT/s | 95 W  | Yorkfield     |
| Q9550S | 2,83 GHz  | 333 MHz | 8,5×    | 2 × 6 MB | 1333 MT/s | 65 W  | Yorkfield     |
| Q9650  | 3,00 GHz  | 333 MHz | 9×      | 2 × 6 MB | 1333 MT/s | 95 W  | Yorkfield     |
| QX9650 | 3,00 GHz  | 333 MHz | 9×      | 2 × 6 MB | 1333 MT/s | 130 W | Yorkfield XE  |
| QX9770 | 3,00 GHz  | 400 MHz | 8×      | 2 × 6 MB | 1600 MT/s | 136 W | Yorkfield XE  |
| QX9775 | 3,20 GHz  | 400 MHz | 8×      | 2 × 6 MB | 1600 MT/s | 150 W | Yorkfield XE  |

Všechny vypsané procesory jsou určeny pro patici LGA 775 (kromě QX9775, určeném do patice LGA 771), procesory s jádry Conroe-L, Conroe, Kentsfield jsou vyráběny 65nm technologií, ostatní (tedy Yorkfield a Wolfdale) již modernějším 45nm procesem.
Mobilní varianty procesorů se od těch desktopových liší především pomalejším FSB, jinou paticí, spotřebou (5,5-44 W TDP) a u některých typů napětím napájecí větve.